# Franklin (Maine)
Franklin es un pueblo ubicado en el condado de Hancock en el estado estadounidense de Maine. En el Censo de 2010, tenía una población de 1483 habitantes y una densidad poblacional de 13,82 personas por kilómetro cuadrado.

## Geografía
Franklin se encuentra ubicado en las coordenadas 44°36′2″N 68°14′40″O / 44.60056, -68.24444. Según la Oficina del Censo de los Estados Unidos, Franklin tiene una superficie total de 107.3 km², de la cual 94.4 km² corresponden a tierra firme y (12.02 %) 12.9 km² es agua.

## Demografía
Según el censo de 2010, había 1483 personas residiendo en Franklin. La densidad de población era de 13,82 hab./km². De los 1483 habitantes, Franklin estaba compuesto por el 97.3 % blancos, el 0.2 % eran afroamericanos, el 0.81 % eran amerindios, el 0.67 % eran asiáticos, el 0 % eran isleños del Pacífico, el 0 % eran de otras razas y el 1.01 % pertenecían a dos o más razas. Del total de la población el 0.61 % eran hispanos o latinos de cualquier raza.